# Поррас, Габриэль
Карлос Габриэль Поррас Флорес (исп. Carlos Gabriel Porras Flores) (13 февраля 1968, Мехико, Мексика) — мексиканский актёр театра и кино. Рост — 180 см.

## Биография
Родился 13 февраля 1968 года в Мехико. В мексиканском кинематографе дебютировал в 1994 году и с тех пор снялся в 41 работах в кино и телесериалах. Подписал контракт с телекомпаниями TV Azteca и Telemundo и снимался в телесериалах данных производителей. Также сыграл в одной театральной постановке.

## Личная жизнь
Габриэль Поррас в 2008 году женился на венесуэльской актрисе Сони Смит, партнёрше в телесериале Olvidarte Jamas.
Прожили вместе 5 лет, после чего из-за плотного рабочего графика обоих супругов развелись, но сохранили тёплые дружеские отношения.

## Фильмография

### Избранные телесериалы
- 1998 — «Три жизни Софии» — Херман Лисарральде.
- 2004 — «В плену страсти» — Даниэль Монкада#2.
- 2008 — «Без бюста нет рая» — Фернандо Рей.
- 2011 — «Королева Юга» — Роберто Маркес, «Гато Фьеррос».
- 2012 — «Храброе сердце» — Мигель Вальдес Гутьеррес.

### Избранные фильмы
- 1999 — «Танцы под ущербной луной» — Олегарио.